# Henrick Ruse

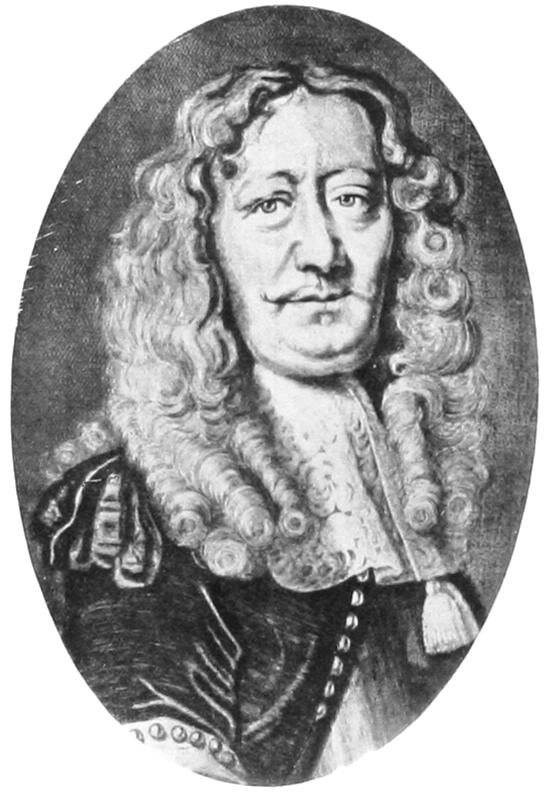
Henrik Ruse

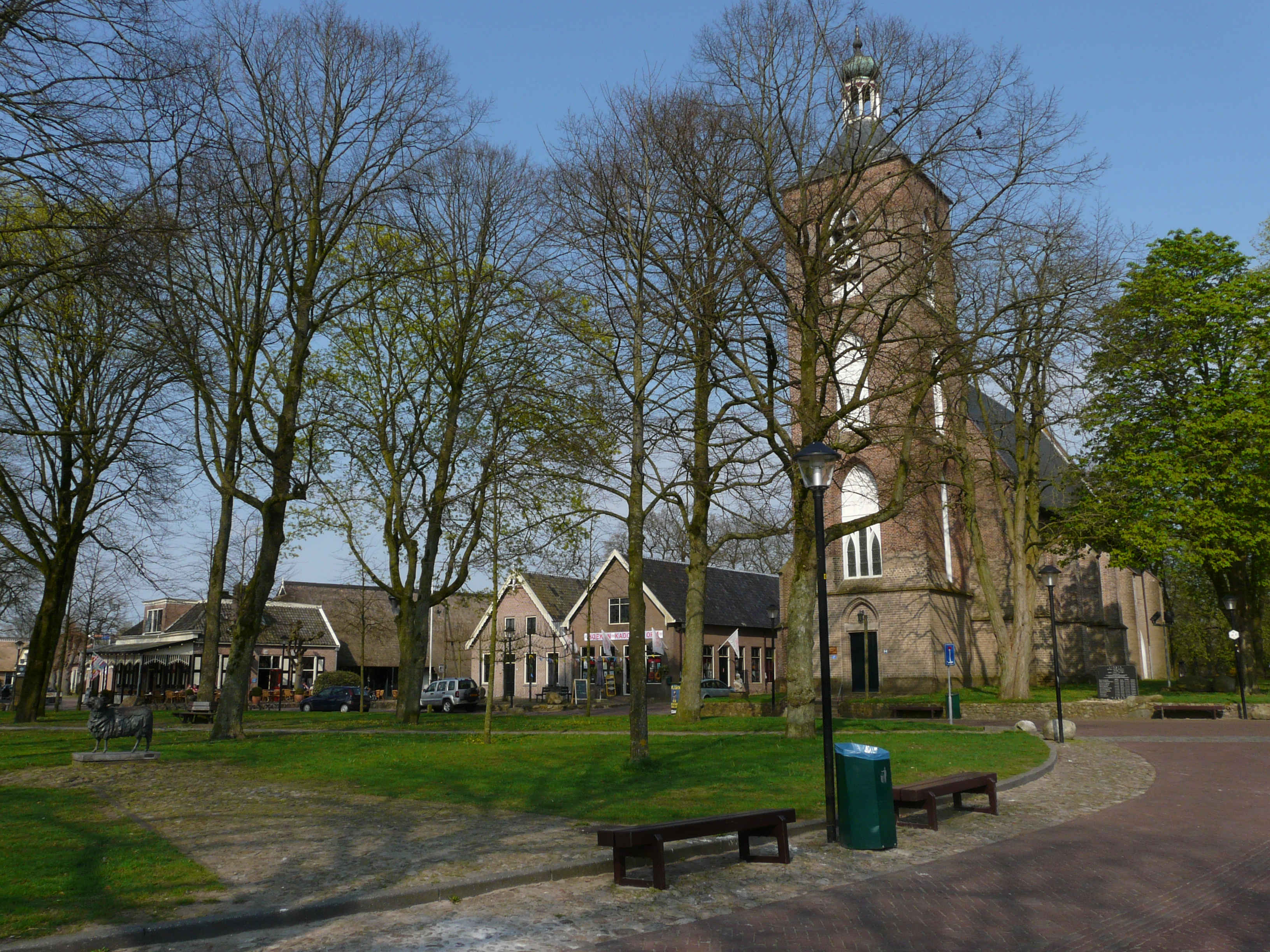
Kerk in Ruinen

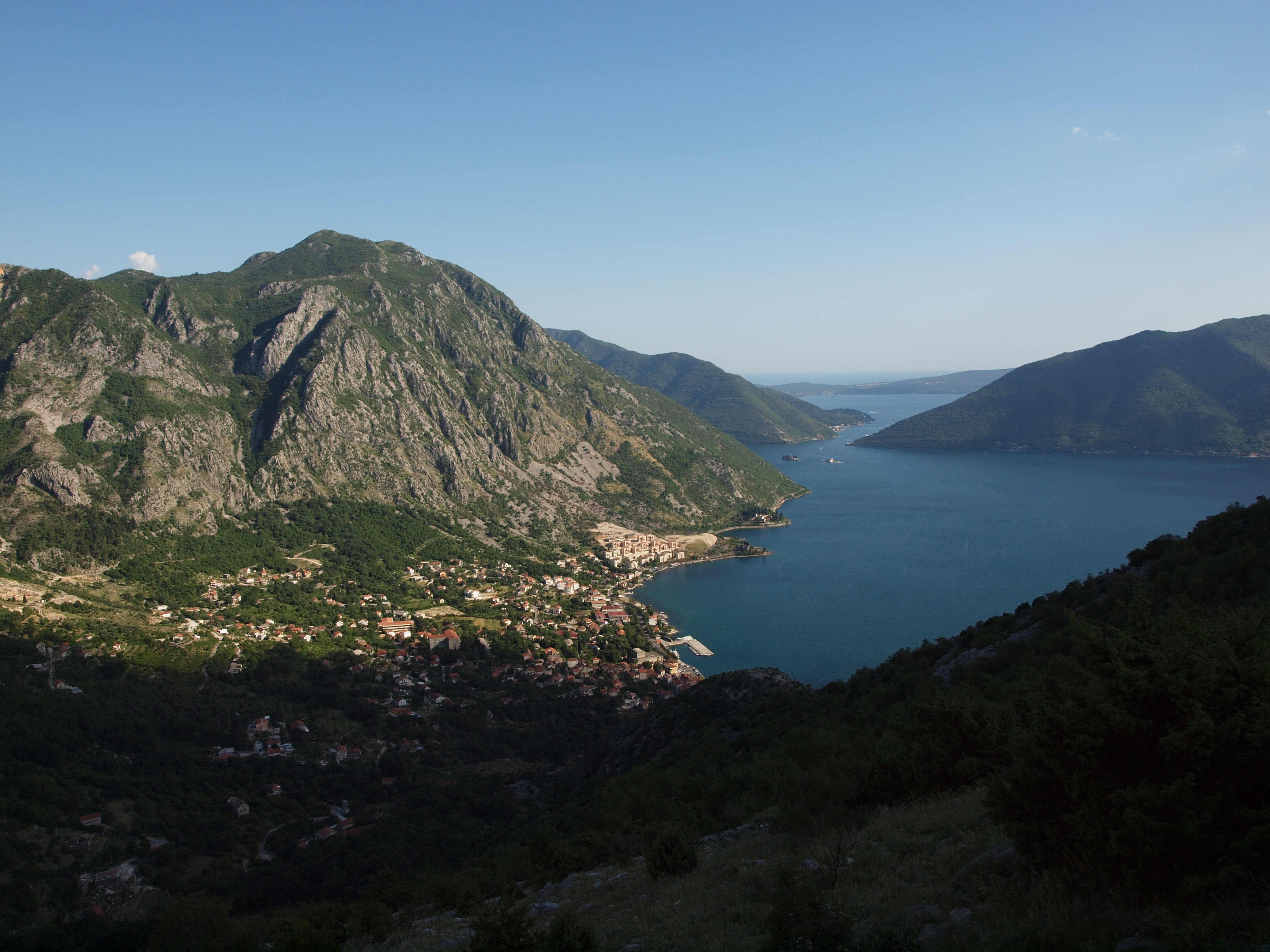
Zicht op het hedendaagse Risan

Henrick Ruse, Henri Ruse of Hendrik Rusius (Ruinen 1624 - Sauwerd 1679) was een Nederlandse kapitein-ingenieur, vestingbouwkundige, die in Franse, Duitse, Italiaanse, Nederlandse en Deense dienst was. Hij was voor Menno van Coehoorn de belangrijkste militair ingenieur en kan worden beschouwd als een goed technisch tekenaar. Ruse was een der eerste vestingbouwkundigen, die het oud-Nederlands vestingstelsel probeerde te vernieuwen.

## Biografie
Zijn vader was Johannes Rusius, een remonstrantsgezinde predikant, geboren in Veldhausen, gelegen in het Graafschap Bentheim, die in 1613 trouwde met de Overijsselse Euphemia van Ketwich. In 1623 is hij vanuit Emmen en na veel ophef in Ruinen benoemd. In het daaropvolgende jaar werd Henrik geboren. Of hij net als zijn broer(s) in Franeker studeerde is niet duidelijk.

### In Franse dienst
In 1643 trok Ruse als luitenant met een regiment Walen uit Maastricht naar Frankrijk en streed in de Dertigjarige Oorlog in de Slag bij Freiburg im Breisgau, in 1644, tegen keizerlijke troepen. Onder Lodewijk II van Bourbon-Condé, de hertog van Edingen, hielp hij Phillipsburg in de Palts innemen. Onder Turenne nam hij deel aan de Slag bij Mergentheim en Alerheim. Hij nam afscheid van het leger van Willem van Saksen-Weimar, toen hij hoorde dat de Turken in het voorafgaande jaar het eiland Kreta waren binnengevallen. Hij ontmoette in Zürich de Venetiaanse gezant Lunardo of Leonardo Foscolo en verzamelde een legertje van huurlingen om deel te nemen.

### In Italiaanse dienst
In dienst van Foscolo kwam hij eerst terecht in Bergamo. In 1646 trok met hem ten strijde tegen het leger van Ibrahim I, die Novigrad, niet ver Triëst, Zadar en Šibenik en de dorpen rondom hadden veroverd. In 1648 veroverde Foscolo of Foskolo in Dalmatia en Klis en Dugopolje, dorpjes in de omgeving van Split. Het leger bereikte Ragusa en Risan en sloeg kampement op in Budva, ter voorbereiding van een invasie van Albanië. Het leger bereikte Bar. Teruggekeerd kuurde hij voor zijn gezondheid in Padua. Toen Foscolo als gouverneur op Kreta werd benoemd, besloot Ruse terug te keren naar zijn familie in de Lage landen. Op de terugweg bezocht hij Duitse vestingsteden, die hij vanwege de oorlog nooit met eigen ogen had kunnen zien.

### In dienst van Amsterdam
In 1650 bij de aanval op Amsterdam stond kapitein Rusius met zijn schutterscompagnie bij de Haarlemmerpoort opgesteld. In augustus 1651 werd hij benoemd als buitengewoon ingenieur in dienst van de stad Amsterdam.  Omdat er na de Vrede van Westfalen niet veel te doen was, schreef hij in samenwerking met een niet nader genoemde Italiaan, maar naar alle waarschijnlijkheid Foskolo, een boek met zijn inzichten over vestingbouw, opgedragen aan Frans Banninck Cocq, Johan Huydecoper van Maarsseveen, Cornelis Bicker en Nicolaes Tulp. Hij demonstreerde zijn kennis van wiskunde en tekenen en bekritiseerde ondertussen de fortificatieplannen behorend bij Vierde Uitleg van Amsterdam in de 17e eeuw, waarvoor de eerste plannen waren gemaakt. Hij omschreef de plannen als bespottelijk en debiel. Hij was in 1654 de architect van de tweede of derde Regulierspoort, toentertijd aan het einde van Reguliersbreestraat, nu het Rembrandtplein.
Hendrik Ruse trouwde in 1654 in Amsterdam met de 26-jarige Akense Susanne Dubbengiesser of Toppengiesser, geboren in Stockholm. Hij werd vergezeld van zijn broer Albertus Rusius, hoogleraar Rechten aan het Athenaeum Illustre. Het echtpaar woonde aan Keizersgracht en kreeg drie kinderen, van wie alleen de jongste overleefde.

### In Duitse dienst
Vervolgens trad Ruse in dienst van Christiaan Lodewijk van Brunswijk-Lüneburg en kreeg nog meer naam door de aanleg van de vesting Harburg bij Hamburg. Ruse is ook in verband gebracht met de versterking van Coesfeld in opdracht van Bernard von Galen, bisschop van Münster, met een vierkante citadel of dwangburcht.
In 1658 kocht hij voor 40.000 gulden van Berend Coenders van Helpen de Onstaborg in Sauwerd. Rond 1659 liet hij, naar eigen ontwerp, twee grachtenpanden bouwen aan de Herengracht, nu 281 en 283, die hij een paar jaar later afzonderlijk verkocht. Met Hendrik Dequer verkreeg hij het recht boomstammen in te voeren uit Noorwegen, die mogelijk zijn gebruikt voor de aanleg van de vestingwerken rondom Amsterdam of op de scheepshellingen van Kattenburg.
In 1660 trok hij met een kanon naar Kalkar, een geschenk voor Frederik Willem I van Brandenburg, de keurvorst van Brandenburg. Hier trad hij in dienst van Johan Maurits van Nassau-Siegen en bouwde voor hem de vesting Kalkar uit, een kostbare aangelegenheid, die nooit in gebruik is genomen. Vervolgens reisde hij naar Lippstadt om ook daar zijn kennis van vestingbouw in de praktijk te brengen.

### In Deense dienst

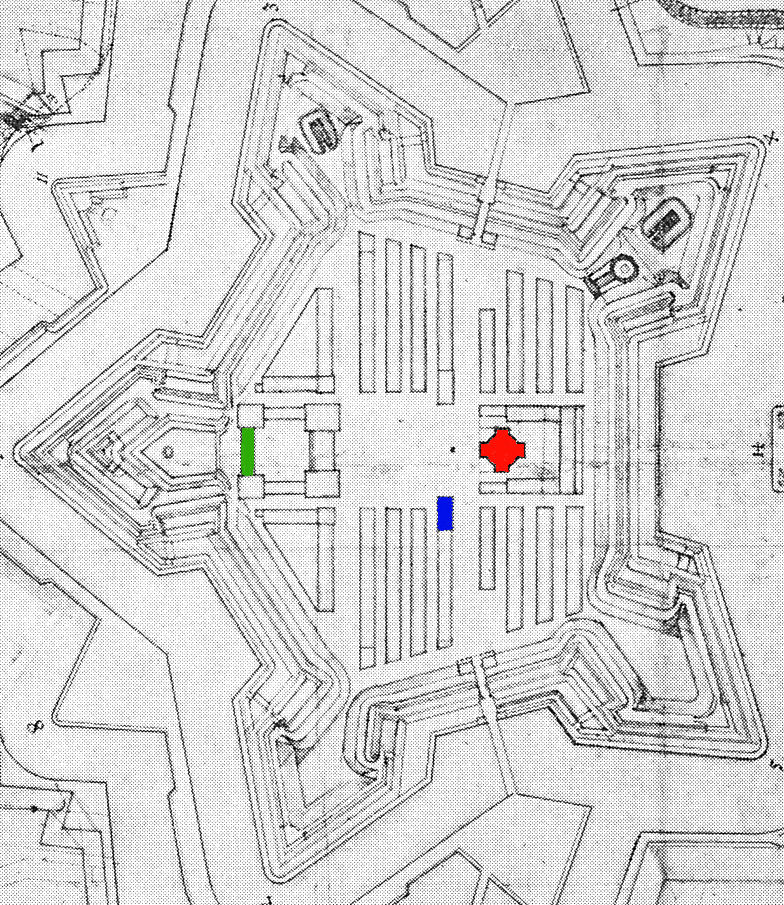
Het plan van Henrick Ruse voor de citadel van Kopenhagen

In 1661 reisde hij naar Kopenhagen op uitnodiging van Frederik III van Denemarken om leiding te geven aan de bouw van de vesting, nu nog goed te zien in de Vrijstad Christiania en bij het Kastellet. Bij het ontwerp werd een klein deel van de stad ontruimd, hetgeen evenals in Kalkar verzet opriep bij de bevolking. Ruse durfde zich nauwelijks op straat te vertonen. De nieuwaangelegde straten hebben nog steeds de oorspronkelijke naam door Ruse gegeven. Als betaling kreeg hij het stift bij Ribe. Ruse had inmiddels een aandeel in de ossenhandel tussen Jutland en Amsterdam opgebouwd. In oktober 1662 kocht 20 erven op Kattenburg, ongeveer 1.800m² voor 12.000 gulden. In het voorafgaande jaar had hij nog geadviseerd bij de aanleg van de Hoge sluis over de Amstel.
Vervolgens richtte hij zich op de versterking van Rendsburg aan de Eider, toen nog Deens. In 1672 werd hij door de Republiek te hulp geroepen, maar de brief bereikte hem vermoedelijk nooit. (Bij zijn vertrek uit Amsterdam had hij een jaarlijkse toelage gekregen, met het verzoek terug te keren als er een beroep op hem werd gedaan.). Op 12 oktober 1671 werd hij in de adelstand verheven door koning Christiaan V van Denemarken en benoemd ridder in de Orde van de Dannebrog. Hij kon hij zich baron van Rusenstein (Rysensteen bij Ringkøbing) noemen. Ruse werd overgeplaatst naar Glückstadt om een schans op te werpen op een zandbank voor de kust. De Hamburgse gezant die kwam protesteren liet hij gevangennemen. Vanwege een conflict volgde een verbanning naar Trondheim in Noorwegen, waar hij niet veel te doen had en zich klaarblijkelijk bemoeide met de vesting. In 1677 werd hij betrokken bij Schoonse Oorlog en kreeg opnieuw ruzie, ditmaal met ene Von Golz over de vesting Landskrona, toen Deens. Ruse hield het voor gezien en verhuisde naar de provincie Groningen.
Ruse werd in de kerk van Sauwerd bijgezet. Ook zijn moeder en zijn vrouw (1627-1678) liggen daar begraven. Zijn enige dochter en erfgename Johanna Maria (Jeanne Marie) was in tweede echt gehuwd in 1678 met de Deense officier Christian Juel (Juul) en erfde al het bezit in Denemarken en in Sauwerd.

## Werken
1654 verscheen bij Joan Blaeu Versterckte Vesting, uitgevonden in velerley voorvallen, en geobserveert in dese laeste oorloogen, soo in de Vereenigde Nederlanden als in Vranckryck, Duyts-land, Italiën, Dalmatiën, Albaniën en die daar aengelegen landen.
1671 „Aenwysinge der misverstanden van G. Melder, begaen in sijne Instructie van de fortificatien, in welck hy de sustenuen van H. Ruse in 't verstercken der hedendaeghsche fortificatien, pooght te wederleggen.".